# Jonás Berami
Jonás Bermúdez Ramírez (Málaga, 29 de abril de 1983) más conocido como Jonás Berami es un actor español.

## Biografía
Jonás Bermúdez Ramírez creció en Fuengirola (Málaga). A los once años de edad se mudó con su familia a Viladecans, una ciudad de la provincia de Barcelona. Permaneció allí durante 8 años antes de volver a su Málaga natal. Nieto de familia de pescadores, tiene un hermano menor de 32 años, José Francisco, bailarín de break dance con el apodo de B Boy Goofy del grupo Destroyed Elements.
Jonás comenzó sus estudios de interpretación en la Escuela Superior de Arte Dramático de Málaga en el año 2005. Después de un año en la escuela decidió marcharse a Madrid a probar suerte. Estudió en el Estudio para el Actor de Juan Carlos Corazza durante casi dos años.

## Trabajo
Debutó en televisión con El internado, serie de Antena 3 estrenada el 24 de mayo de 2007 interpretando el papel de Nacho, el novio de Vicky (Elena Furiase) durante la quinta temporada de la serie, que comenzó a emitirse el 12 de mayo de 2009.
También participó en un pequeño papel en la nueva película de Emilio Aragón, Pájaros de papel.
Interpretó el papel de Pablo en la obra De cerca nadie es normal, en el Nuevo Teatro Alcalá (Madrid).
Entre 2011 y 2012 participó en la primera temporada de la serie de la productora Ida y Vuelta, El secreto de Puente Viejo para Antena 3 interpretando a Juan Castañeda. Regresó a la serie interpretando a otro personaje diferente al original, llamado Simón Cármeta.
Además participó como tronista  en la versión italiana de Mujeres y hombres y viceversa (Uomini e Donne)], eligiendo como compañera a Rama Lila Giustini el 19 de enero de 2015. En 2016 participó en la versión italiana de Supervivientes, L'Isola dei famosi 11.
Desde septiembre de 2017 hasta septiembre de 2019 forma parte del reparto principal de la serie diaria Amar es para siempre. Además hace una aparición en el primer capítulo de la serie La catedral del mar.
Jonás se ha dedicado a la producción musical electrónica durante sus años de interpretación, ahora está destacando por sus sonidos en las redes.

## Películas
| Año  | Título           | Papel | Notas            |
| ---- | ---------------- | ----- | ---------------- |
| 2009 | Pájaros de papel |       |                  |
| 2012 | Lose Your Head   |       |                  |
| 2015 | Mi gran noche    |       | Papel secundario |
| 2015 | Como la espuma   |       | Papel secundario |
| 2015 | La promesa       |       |                  |

## Cortos
| Año  | Título    |
| ---- | --------- |
| 2009 | Caníbales |
| 2010 | Love Doll |
| 2010 | Alén      |
| 2010 | Esperas   |
| 2010 | Rotos     |

Blanco escayola

## Series de televisión
| Año               | Título                     | Personaje                     | Cadena                 | Notas         |
| ----------------- | -------------------------- | ----------------------------- | ---------------------- | ------------- |
| 2009              | El Internado               | Nacho García Vallejo          | Antena 3               | 9 episodios   |
| 2013              | Gran Hotel                 | Captor 3                      | Antena 3               | 1 episodio    |
| 2011 - 2012       | El secreto de Puente Viejo | Juan Castañeda Pacheco        | Antena 3               | 364 episodios |
| 2014              | El secreto de Puente Viejo | Simón Carmeta                 | Antena 3               | 33 episodios  |
| 2014              | Isabel                     | Diego Colón                   | TVE                    | 4 episodios   |
| 2017 - 2019; 2024 | Amar es para siempre       | Ignacio "Nacho" Solano Dorado | Antena 3               | 510 episodios |
| 2018              | La catedral del mar        | Simó                          | Antena 3               | 1 episodio    |
| 2020 - 2021       | #Luimelia                  | Ignacio "Nacho" Solano Dorado | Atresplayer            | 16 episodios  |
| 2024 - presente   | Muertos S.L.               | Antonio                       | Movistar Plus+         | ¿? episodios  |
| 2024              | Beguinas                   | Lebrín Aranda                 | Atresplayer / Antena 3 | 10 episodios  |